# کاترینا وری
کاترینا وری (زادهٔ ۱۰ اکتبر ۱۹۹۳) قایقران المپیکی و قهرمان دو دوره جهانی است. در مسابقات قهرمانی قایقرانی جهان ۲۰۱۷، او به همراه لوسی استفان، سارا هاو و مولی گودمن در بخش قایق چهار نفره بدون پاروزن قهرمان جهان شد. او در سال ۲۰۱۹ نیز عنوان قهرمانی جهان در همین بخش را مجدداً به دست آورد. در سال ۲۰۱۸، وری در رویداد چالشی رمینهم در رجاتا هنجلی با تیم قایق هشت نفره زنان استرالیا قهرمان شد. او همچنین در المپیک توکیو ۲۰۲۰ در تیم قایق هشت نفره زنان استرالیا به رقابت پرداخت.

## باشگاه قایقرانی و حضور در عرصه ملی
کاترینا وری که در ویکتوریا بزرگ شده است، قایقرانی حرفه‌ای خود را از باشگاه قایقرانی مرکانتایل آغاز کرد. او بورسیه‌ای از مؤسسه ورزشی ویکتوریا دریافت کرد.
وری در سال ۲۰۱۲ به نمایندگی از ویکتوریا در تیم هشت نفره نوجوانان زنان انتخاب شد و در مسابقات جام بی‌سنتنری در مسابقات بین‌المللی قایقرانی استرالیاییشان به رقابت پرداخت. او دوباره در سال ۲۰۱۳ در تیم هشت نفره نوجوانان ویکتوریا به رقابت پرداخت. در سال‌های ۲۰۱۵، ۲۰۱۷، ۲۰۱۸، ۲۰۱۹، ۲۰۲۱، ۲۰۲۲ و ۲۰۲۳ او به تیم هشت نفره زنان بزرگسال ویکتوریا انتخاب شد و برای کسب جام ملکه در مسابقات بین‌المللی قایقرانی به رقابت پرداخت. تیم‌های شامل وری در هر سال به جز ۲۰۱۹ پیروز شدند.
در رنگ‌های مرکانتایل، او در چندین دوره از مسابقات قایقرانی استرالیایی به رقابت پرداخت. او در مسابقات قایقرانی استرالیایی ۲۰۱۷ در دو و هشت نفره بدون ککس در مکان دوم قرار گرفت. همچنین در سال ۲۰۱۸ در مسابقات قایقرانی استرالیایی در دو بدون ککس به مقام چهارم رسید. در سال ۲۰۲۱، در تیم هشت نفره مرکز ملی تمرینات، او عنوان هشت نفره بزرگسالان را در مسابقات قایقرانی استرالیایی به دست آورد. همراه با لوسی استفان، او عناوین دو بدون ککس بزرگسالان ملی را در مسابقات قایقرانی استرالیایی ۲۰۲۲ و ۲۰۲۳ به دست آورد.

## قهرمانی بین‌المللی
وری اولین بار در سال ۲۰۱۴ در مسابقات جهانی قایقرانی زیر ۲۳ سال در واره‌زه به نمایندگی از استرالیا انتخاب شد و به مقام چهارم رسید. سال بعد، در مسابقات جهانی زیر ۲۳ سال ۲۰۱۵ در پلوودیو، او در تیم دو بدون کاکس همراه با هم‌تیمی مرکانتایل خود، آدی دانکلی-اسمیت، به مدال برنز دست یافت.
در سال ۲۰۱۷، وری به تیم ملی بزرگسالان استرالیا پیوست و در تیم چهار بدون کاکس با لوسی استفان، مردی گودمن و سارا هاو انتخاب شد. آنها در مسابقات جهانی قایقرانی II و III به رقابت پرداختند و در فصل بین‌المللی هیچ مسابقه‌ای را نباختند. در مسابقات جهانی قایقرانی ۲۰۱۷ در ساراسوتا، فلوریدا نیز همین‌طور بود. آنها در دور مقدماتی پیروز شدند و در فینال شروع آرامی داشتند و در ۵۰۰ متری در مکان ششم و در ۱۰۰۰ متری در مکان پنجم قرار داشتند. در ۵۰۰ متری سوم، آنها شروع به پیشرفت کردند و با هلند، لهستان و روسیه که به دنبال سکو بودند، به رقابت پرداختند. در اسپرانت پایانی، استفان از گودمن خواست تا سرعت را افزایش دهد و با ۴۳ ضربه در دقیقه، تیم چهار استرالیا به پیش افتاد و مدال طلا و عنوان قهرمانی جهان را به دست آورد.
وری در سال ۲۰۱۸ در تیم قایقرانی زنان استرالیا انتخاب شد، اما ابتدا در تیم هشت نفره قرار گرفت و جایگزین روزی پاپا در تیم چهار بدون کاکس شد. در دومین مسابقه رقابتی خود در فصل بین‌المللی ۲۰۱۸ در تیم انتخابی استرالیا و تحت نام مرکز ملی تمرینات جورجینا هوپ رینهارت، وری در مسابقات Henley Royal Regatta 2018 به پیروزی رسید. بدون وری، تیم چهار در دو مسابقه جهانی قایقرانی در اروپا مدال طلا کسب کرد اما تا زمان مسابقات جهانی قایقرانی ۲۰۱۸، پاپا به دلیل آسیب‌دیدگی از تیم چهار خارج شد و وری دوباره به صندلی دو بازگشت. در مسابقات فینال، تیم چهار استرالیا در دور مقدماتی پیروز شد، با یک ترکیب جدید از آمریکا در نیمه‌نهایی غافلگیر شد و در فینال در برابر آمریکا مقام دوم را به دست آورد و با مدال نقره جهانی پایان یافت.